# Singularidad esencial

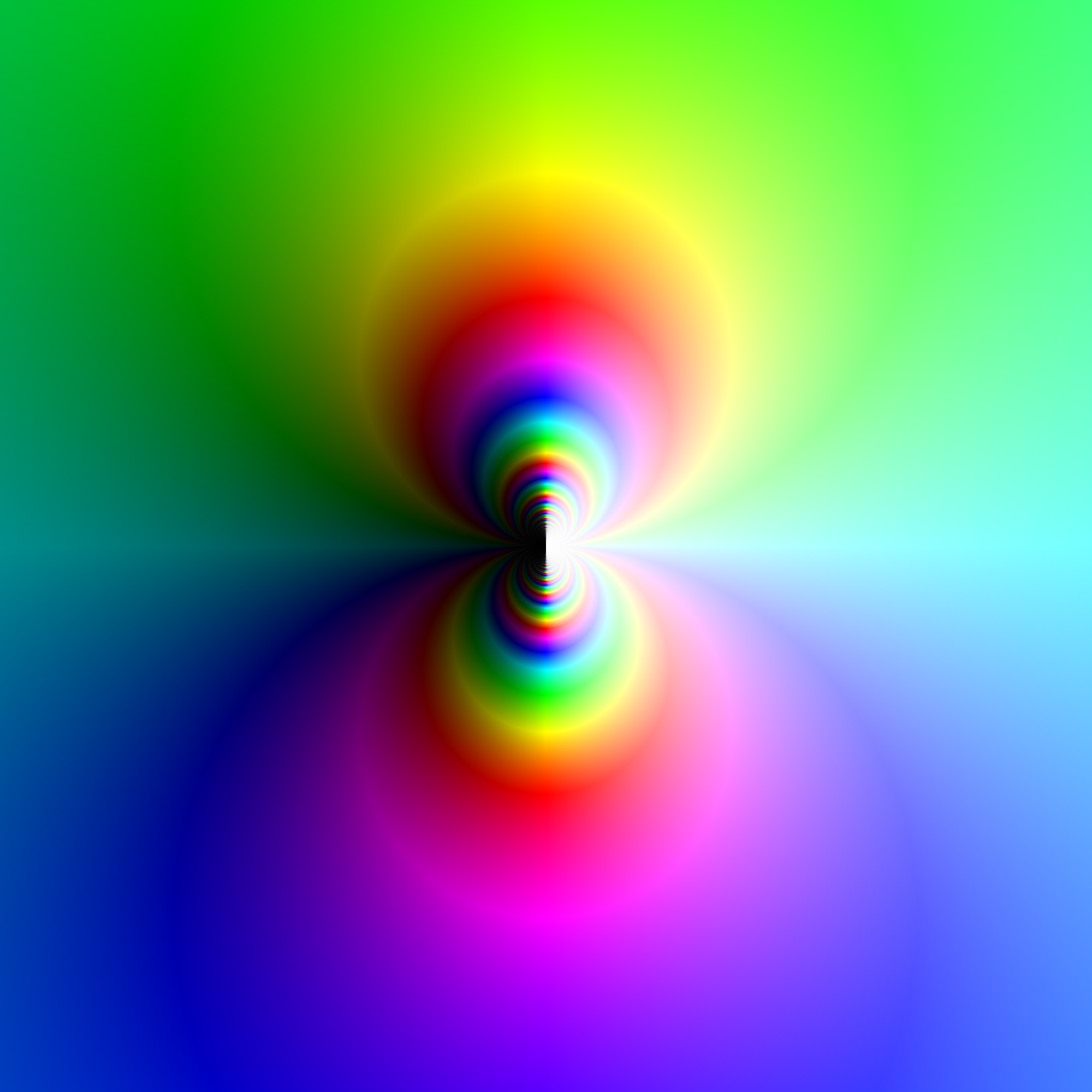
Gráfica de la función exp(1/z), centrada en la singularidad esencial en z = 0. La coloración representa el argumento complejo y la luminosidad el valor absoluto. Esta imagen muestra como acercándose a la singularidad desde diferentes direcciones se obtienen diferentes comportamientos (al contrario que un polo que sería uniformemente blanco).

En análisis complejo, una singularidad esencial es singularidad «severa» en la que en su entorno la función experimenta un comportamiento extremo.
Básicamente, la categoría de singularidades esenciales es un conjunto de singularidades especialmente inmanejables. Son, por definición, aquellas singularidades que no entran en el conjunto de singularidad evitable o polo.

## Descripción formal
Sea un conjunto abierto U en el plano complejo C. Sea a un elemento de U, y f : U \ {a} → C una función meromorfa. El punto a se denomina singularidad esencial de la función f si la singularidad no es ni un polo ni evitable.
Por ejemplo, la función exponencial f(z) = e1/z posee una singularidad esencial en z = 0.

## Descripciones alternativas
Sea a un número complejo, supongamos que f(z) no está definida en a pero es una función analítica en un entorno U del plano complejo, tal que cada entorno abierto de a posee intersección no vacía con U. 
Si ambos
{\displaystyle \lim _{z\to a}f(z)}   y   {\displaystyle \lim _{z\to a}{\frac {1}{f(z)}}}   existen, entonces a es una singularidad evitable de f y 1/f.
Si
{\displaystyle \lim _{z\to a}f(z)}   existe pero   {\displaystyle \lim _{z\to a}{\frac {1}{f(z)}}}   no existe, entonces a es un cero de f y un polo de 1/f.
Análogamente si
{\displaystyle \lim _{z\to a}f(z)}   no existe pero   {\displaystyle \lim _{z\to a}{\frac {1}{f(z)}}}   existe, entonces a es un polo de f y un cero de 1/f.
Si ni
{\displaystyle \lim _{z\to a}f(z)}    ni   {\displaystyle \lim _{z\to a}{\frac {1}{f(z)}}}   existen, entonces a es un singularidad esencial de f y 1/f.
Otro modo de caracterizar singularidades esenciales es mediante un desarrollo en serie de Laurent en torno al punto a; si este desarrollo posee infinitos términos de potencias de orden negativo entonces a es una singularidad esencial.
El comportamiento de funciones meromorfas en torno a singularidades esenciales viene descrito por el teorema de Weierstrass-Casorati y más fuertemente por el gran teorema de Picard. El último de éstos establece que en cualquier entorno de una singularidad esencial a, la función f toma todos los posibles valores, excepto quizá uno, un número infinito de veces.